# 札幌市立大学
札幌市立大学（さっぽろしりつだいがく、英語: Sapporo City University, SCU）は、北海道札幌市南区芸術の森1丁目に本部を置く日本の公立大学である。創立は1965年設置の札幌市立高等看護学院と1991年設置の札幌市立高等専門学校が起源。2006年大学設置。設置者は公立大学法人札幌市立大学。略称は市大。

## 概観

### 大学全体
2006年（平成18年）4月1日に開学。
デザイン学部と看護学部の相補的連携による、地域社会のニーズに応じた高度な専門職業人の養成と、産学官連携事業などによる地域貢献への展開を目指している。
地域への貢献の一環として、大学内の図書館は札幌市民にも開放されて専門書などを利用することが出来るほか、サテライトキャンパスも開学初年度の2006年（平成18年）10月に開設されている。
母体は札幌市立高等専門学校（札幌市南区芸術の森）であり、札幌市立高等看護学院（札幌市中央区）を加えて発展的に統合する形で開学した。
2008年（平成20年）には開校年次を迎える前に文部科学省の教育GPを獲得。2010年（平成22年）4月に札幌市立大学大学院修士課程デザイン研究科ならびに看護学研究科を開設した。略称はSCU。
シンボルマークはtomatoのジョン・ワーウィッカーがデザインした。

## 沿革
＜主な出典：＞
- 1965年（昭和40年）4月 - 札幌市立高等看護学院開校。
- 1991年（平成03年）4月 - 札幌市立高等専門学校開校。
- 2001年（平成13年）11月 - 市立高等専門学校・高等看護学院の大学化検討懇話会 設置。
- 2002年（平成14年）12月 - 同懇話会による「市立高等専門学校・高等看護学院の大学化に関する提言」
- 2003年（平成15年）
  - 9月 - （仮称）札幌市立大学基本構想 策定。
  - 11月 - （仮称）札幌市立大学設置準備委員会 設置[6]。
- 2004年（平成16年）
  - 6月30日 - 川崎和男が初代学長就任会見[7]。
  - 7月 - （仮称）札幌市立大学基本計画案 策定[8]。
  - 8月19日 - 川崎和男が初代学長就任辞退[9]。
- 2005年（平成17年）
  - 3月 - 原田昭が初代学長就任会見[10]。
  - 12月 - 大学設置認可。
- 2006年（平成18年）
  - 3月 - 公立大学法人札幌市立大学 設立認可。
  - 4月1日 - 公立大学法人札幌市立大学設立、札幌市立大学 開学[1]。
  - 6月 - 又松大学と学術交流協定に調印[11]。
  - 10月 - サテライトキャンパス開設[4]。
- 2007年（平成19年）4月 - 地域連携研究センター設置。
- 2008年（平成20年）
  - 3月 - 承徳医学院と学術交流協定に調印[12]。
  - 6月 - 「札幌市立大学 大学院基本計画」策定。
- 2009年（平成21年）10月 - 大学院設置認可。
- 2010年（平成22年）4月 - 大学院修士課程デザイン研究科ならびに看護学研究科開設。
- 2011年（平成23年）8月 - 華梵大学と学術交流協定に調印[13]。
- 2012年（平成24年）4月 - 大学院博士後期課程デザイン研究科ならびに看護学研究科開設。大学院修士課程を大学院博士前期課程に改称。
- 2015年（平成27年）5月 - 大学COC事業としてCOC キャンパス「まちの学校」開設。
- 2018年（平成30年）
  - 4月 - COC キャンパス「まちの学校」をまこまないキャンパスに改称。
  - 7月 - 公立はこだて未来大学と学術交流協定に調印[14]。

## 組織
＜主な出典：＞

### 学部・学科

#### デザイン学部
- デザイン学科

2年次から次のいずれかのコースに分かれる。
- 人間空間デザインコース
- 人間情報デザインコース

#### 看護学部
- 看護学科

### 大学院
- デザイン研究科
- 看護学研究科

### 専攻科
- 助産学専攻科（2010年（平成22年）4月開設）

### 附属機関
- 地域連携研究センター
- 附属図書館

## キャンパス・学生生活
＜主な出典：＞

### 芸術の森キャンパス
大学本部があるキャンパス。札幌芸術の森に隣接する。札幌市立高等専門学校当時からの校舎（建築家清家清による設計）を活用している。
- 組織：大学本部・デザイン学部・デザイン研究科[2]
- 所在地：〒005-0864 札幌市南区芸術の森1丁目[2]
- アクセス：札幌市営地下鉄南北線真駒内駅から北海道中央バス空沼線・滝野線。「札幌市立大学前」下車、徒歩3分。

### 桑園キャンパス
市立札幌病院に隣接するキャンパス。管理・実習棟と病院が連絡通路でつながっている。
- 組織：看護学部・助産学専攻科・看護学研究科[2]
- 所在地：〒060-0011 札幌市中央区北11条西13丁目[2]
- アクセス：JR函館本線・札沼線（学園都市線）桑園駅から徒歩3分。

### サテライトキャンパス
- 市民公開講座・セミナー／産学連携公開講座ほか
- 所在地：〒060-0004 札幌市中央区北4条西5丁目 アスティ45 12階
- アクセス：地下鉄さっぽろ駅徒歩1分、JR札幌駅徒歩3分、地下鉄大通駅徒歩7分

### まこまないキャンパス
札幌市立大学が2013年度開始の大学COC事業（「地（知）の拠点整備事業」）に選定されて設けられた。「COCキャンパスまちの学校」の名称で発足し、大学COC事業の終了後は2018年度から現在のまこまないきゃンパスに改称して大学の地域貢献活動の場となっている。
- 地域貢献事業：「まちの健康応接室」など
- 所在地：〒005-0014 札幌市南区真駒内幸町2丁目2番2号 まこまる（旧・真駒内緑小学校）内
- アクセス：地下鉄真駒内駅徒歩5分

### 学術交流協定
国外
- 承徳医学院（中国語版、英語版）（中国、2008年（平成20年）調印[12]）
- 清華大学美術学院（中国、2009年（平成21年）調印）
- 華梵大学（台湾、2011年（平成23年）調印[13]）
- ラップランド大学（フィンランド語版、英語版）（フィンランド、2015年（平成27年）調印）
- 国立台中科技大学（台湾、2018年（平成30年）調印[11]）
- パシフィック・ノースウェスト・カレッジ・オブ・アート（英語版）（アメリカ合衆国、2019年（令和元年）調印）

国内
- 公立はこだて未来大学（日本、2018年（平成30年）調印[14]）
- 放送大学学園（日本、2012年（平成24年）調印[20]） - 単位互換協定を結んでおり、放送大学で取得した単位を卒業に要する単位として認定することができる[21]。

### 市民公開講座・セミナー
札幌市中央区にあるサテライトキャンパス等を活用して、市民公開講座・セミナーが開かれている（下記は主な講座）。
- 病院・医院　看護部の人的資源活用セミナー
- 07年ミラノサローネに見るプロダクトデザイン
- 北国のポテンシャルを活かす住まいの環境 ～涼しさ・温かさのデザインとは何か～
- アメリカの医療・看護・介護・福祉の今！「アメリカ医療・看護の現状と将来」
- 世界の歴史的建造物から学ぶ札幌のまちづくりの在り方
- 臨床看護師のための指圧・マッサージ講座　ほか

### 産学連携公開講座
札幌市立大学附属図書館・サテライトキャンパス等を活用して開講されている（下記は主なもの）。
- DJ. ECONOMY “Tuning for Synesthesia”
- クリエイティブコモンズと創造都市サッポロ
- Creative Commonsの潮流とiCommons Summit 2008
- 世界WiFiコミュニティプロジェクト“FON”とその未来

### 地域貢献・産学官連携事業
- 札幌市円山動物園リスタートプロジェクト
  - 札幌市円山動物園リスタート委員会（2006.6～2007.3）
  - 市民動物園会議（2007.8～）
- 北海道感性産業開発ネットワーク
  - 生態展示サービスシステムの開発（経済産業省サービス産業生産性向上支援調査事業）
- 札幌スタイル（札幌市経済局＋北海道デザインネットワークほか）

### 大学公認クラブ・サークル・同好会
- バスケットボール部
- 軟式野球部
- 軽音楽部
- 美術部
- 服飾制作部Alice
- デザイン部
- 吹奏楽部
- 写真映像部
- YOSAKOIソーラン部
- 絵本ボランティアサークル
- フットサルサークル
- 創作活動サークル
- 茶道サークル
- 昆虫サークル
- ダンスサークル
- バドミントンサークル
- 映像制作研究サークル
- 国際協力/ボランティアを考える会
- 軽音楽同好会
- 地域交流ボランティア同好会
- カレー研究同好会
- 演劇同好会
- スポーツ同好会
- ナース＋スポーツ同好会

#### 活動実績
- 服飾制作部Alice2013年DREAM（zepp 札幌）

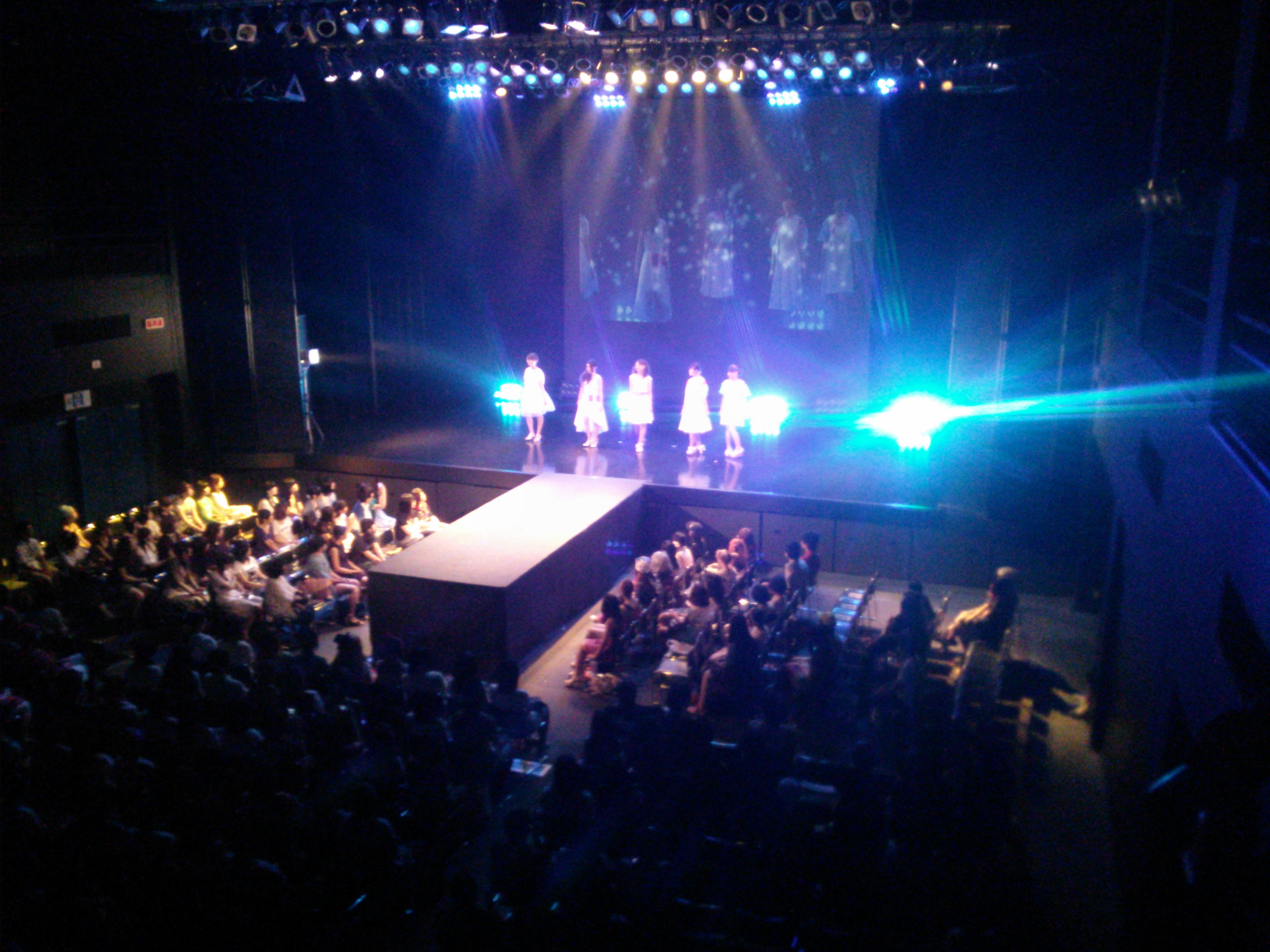
2013年DREAM（zepp 札幌）

ショーごとにコンセプトがあり、衣装や演出でその世界観を表現することを目標としている。
一般的なランウェイを歩くだけではなく、ダンスやストーリー性がある派手なパフォーマンスを取り入れるなどの挑戦もある。
主に、学内行事でのファッションショーや展示、インスタレーションを行う。近年では、Zepp 札幌や札幌駅前通地下歩行空間などでの学外企画にも参加している。

## 大学関係者と出身者
歴代学長
- 原田昭 - 初代学長
- 蓮見孝 - 2代学長
- 中島秀之 - 3代目学長

教職員
- 中村惠子 - 看護学者、初代副学長、看護学部元教授、日本救急看護学会名誉会員
- 若林尚樹 - デザイン学部教授
- 武邑光裕 - デザイン学部元教授

出身者
- Yes!アキト - お笑い芸人